# Anton Lütken
Anton Frederik Lütken (7. december 1856 i København – 12. april 1917 sammesteds) var en dansk højesteretsassessor, bror til Otto George Lütken.
Han var søn af orlogskaptajn, senere marineminister Otto Hans Lütken og Anine Buntzen, blev 1875 student fra Borgerdydskolen på Christianshavn og 1880 cand.jur. Lütken var fungerende assistent i Justitsministeriet og sagførerfuldmægtig, 1886-88 konstitueret byfoged og byskriver i Sakskøbing, herredsfoged og skriver i Musse Herred, blev 1888 assistent i Justitsministeriet, 1889 konstitueret assessor i Københavns Kriminal- og Politiret og 1890 kongeligt udnævnt. 1897 blev Lütken assessor i Landsover- samt Hof- og Stadsretten, 8. april 1898 Ridder af Dannebrog, 1909 assessor i Højesteret og 26. august 1911 Dannebrogsmand.
Lütken var 1888-99 formand for Selskabet Philadelphia, 1899-1909 medlem af Taksationskommissionen ang. afståelse af grunde til gader i København og kgl. kommissarius i Ekspropriationskommissionen vedr. afståelse af grunde til vandanlæg og ved Vandafledningskommissionen sammesteds, fra 1910 direktør for Den Suhrske Stiftelse, 1896 repræsentant i Understøttelses-Anstalten for trængende Efterslægt af Medlemmerne i Den ophævede civile og adskillige Stænders Enkekasse, 1911 kommissarius, fra 1912 decisor.
Han var ugift. Han ejede gården Bellahøj Arkiveret 28. marts 2019 hos  Wayback Machine som landsted.